# Йост ван Калькар, Ян
Ян Йост ван Калькар (нидерл. Jan Joest; 1460 или 1455, Везель — 1519[…], Харлем) — германо-нидерландский живописец и рисовальщик эпохи Северного Возрождения.
Наиболее известной работой Йоста является складной алтарь с 20 сценами из земной жизни Иисуса Христа в приходской церкви Калькара (сохранился до наших дней).

## Биография
Йост ван Калькар родился в Калькаре в семье Генриха Йоста и Катарины, урождённой Бегерт. Его родным дядей (братом матери) и наиболее вероятным первым учителем был художник Дерик Бегерт. После окончания обучения Йост какое-то время самостоятельно работал в Калькаре.
В дальнейшем, по одной из версий, он отправился в Харлем, где в 1502 году вступил в местную Гильдию Святого Луки, в книгах которой был записан как Ян Йостен ван Хиллегом. Скончался в 1519 году в Харлеме и там же был похоронен (под именем Ян Йостен).
Согласно альтернативной версии, в 1517 году художник работал в Кёльне, после чего отправился в Италию, но эта версия вероятно является результатом путаницы с биографией художника следующего поколения, Яна ван Калькара.

## Творчество и наследие
Единственной безусловно подтверждённой работой Йоста является алтарь в Калькаре, содержащий двадцать отдельных картин, демонстрирующих высокое мастерство, напоминающее современным специалистам художественную манеру Ханса Мемлинга и Герарда Давида. Другой подтверждённой работой (но только при условии, что калькарский Йост и харлемский Йостен тождественны друг другу) является картина с изображением святого Виллиброрда и святого Бавона, написанная для Эгмондского аббатства в период проживания художника в Харлеме (авторство этой картины установлено по сохранившимся документам гильдии).
Фигура Ян Йоста оставалась практически забытой на протяжении нескольких столетий, пока в 1874 году его личность не была установлена двумя исследователями истории Калькартского алтаря. Сегодня, кроме этих двух работ, ему приписывают ещё несколько картин (с весьма разной степенью достоверности).

## Галерея

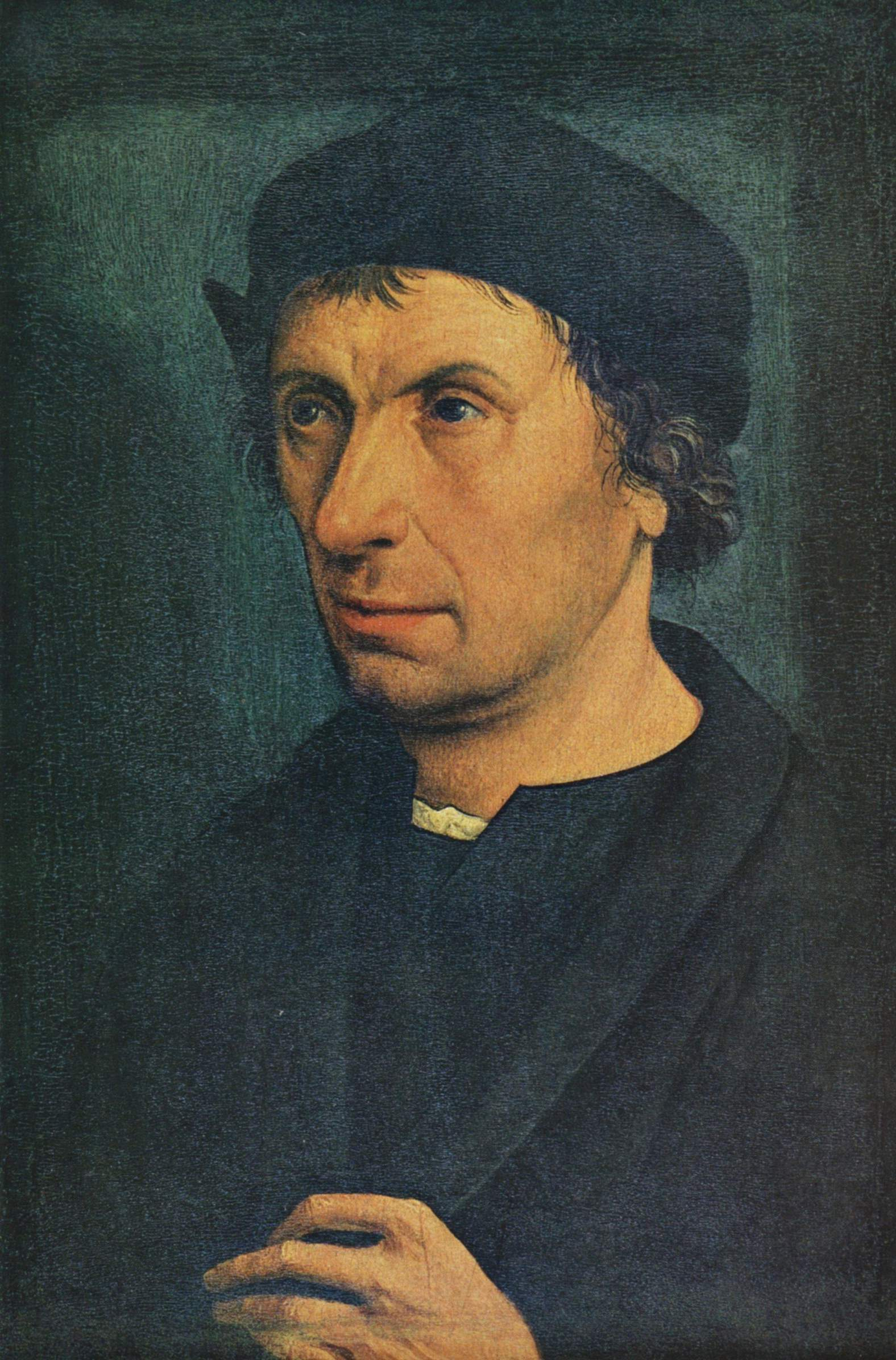
Портрет мужчины. Ок. 1505. Дерево, масло. Нюрнберг
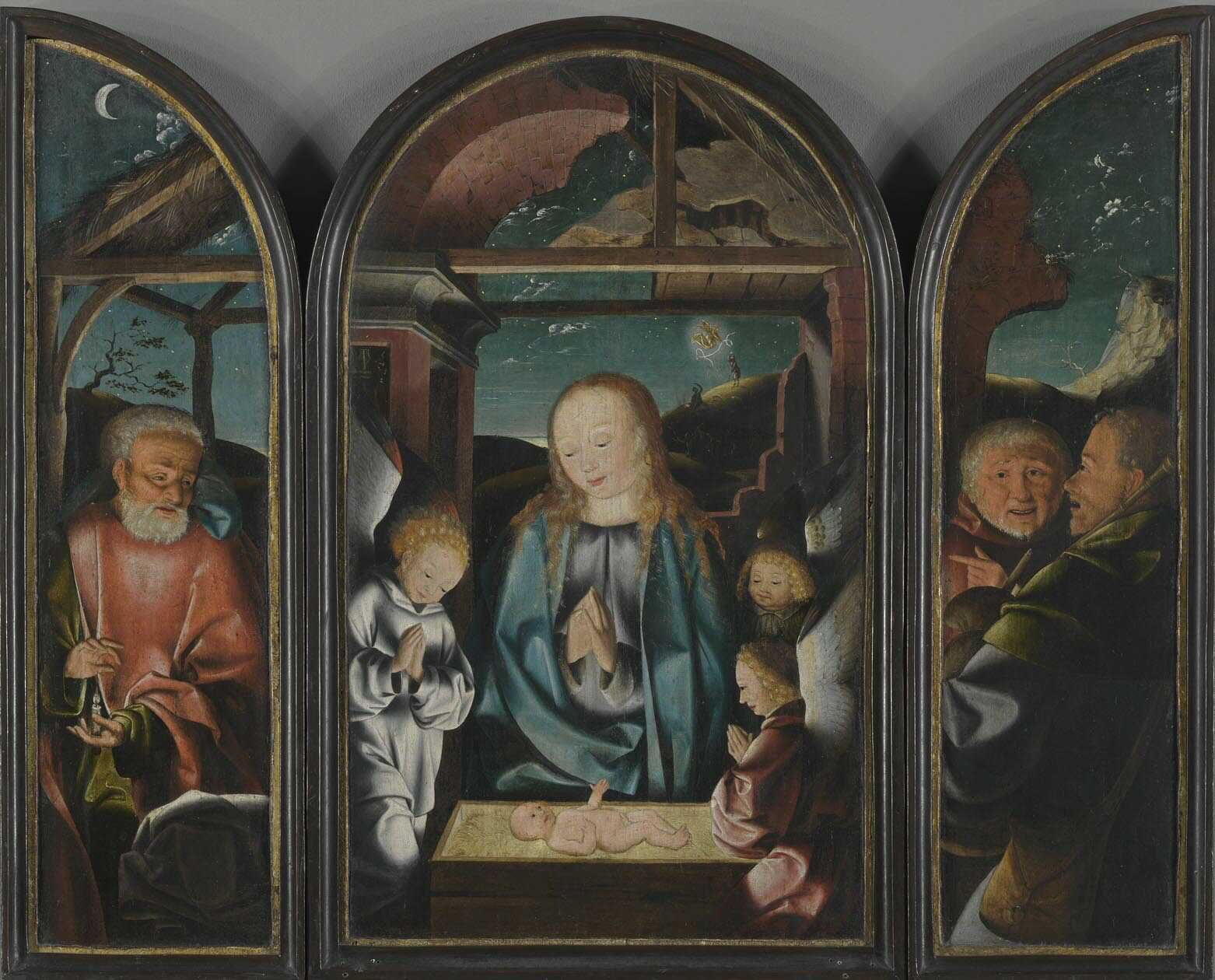
Рождество. Триптих. Ок. 1500. Дерево, темпера, масло. Баварские собрания картин, Мюнхен
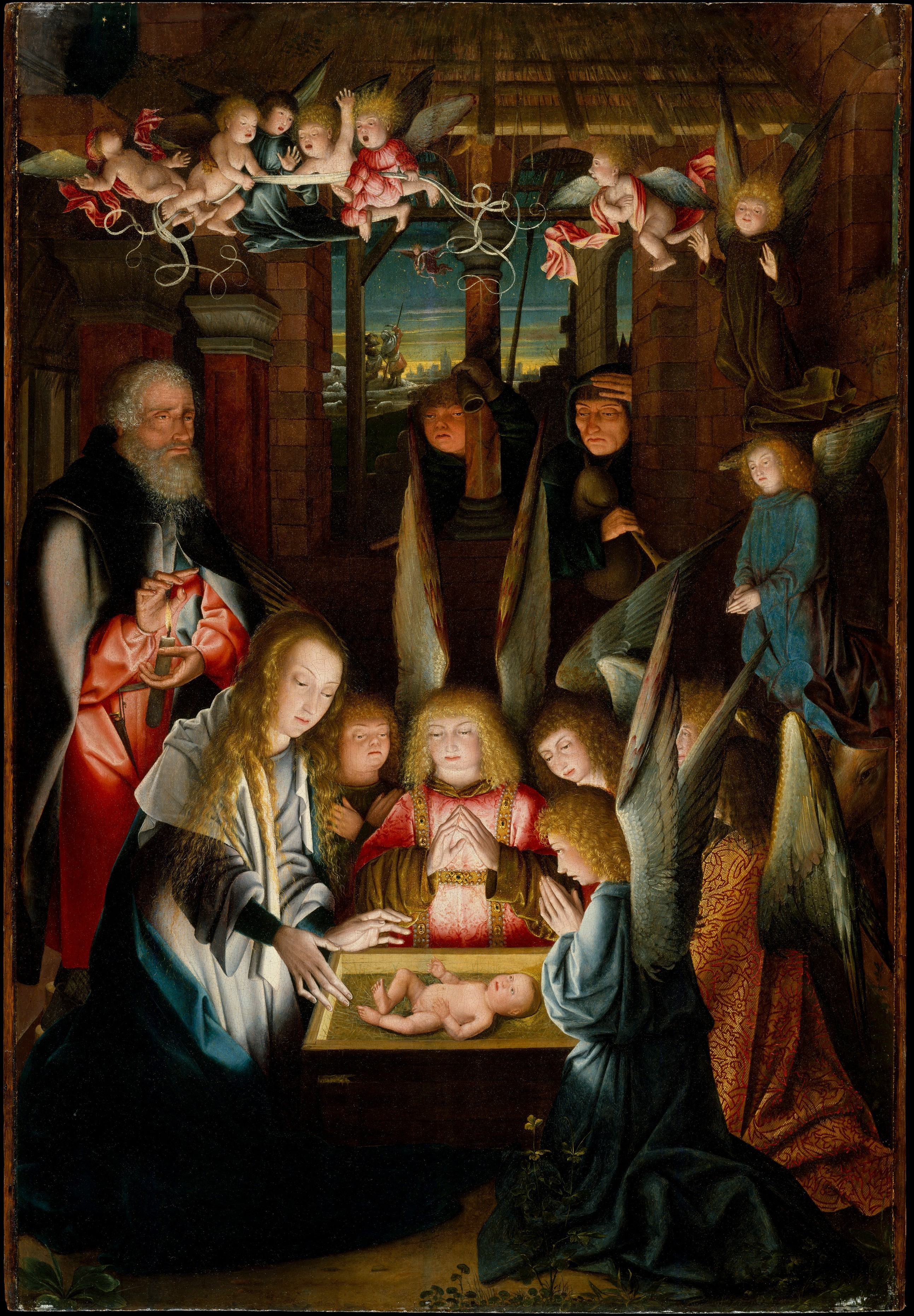
Поклонение Младенцу. Ок. 1515. Дерево, масло. Метрополитен-музей, Нью-Йорк
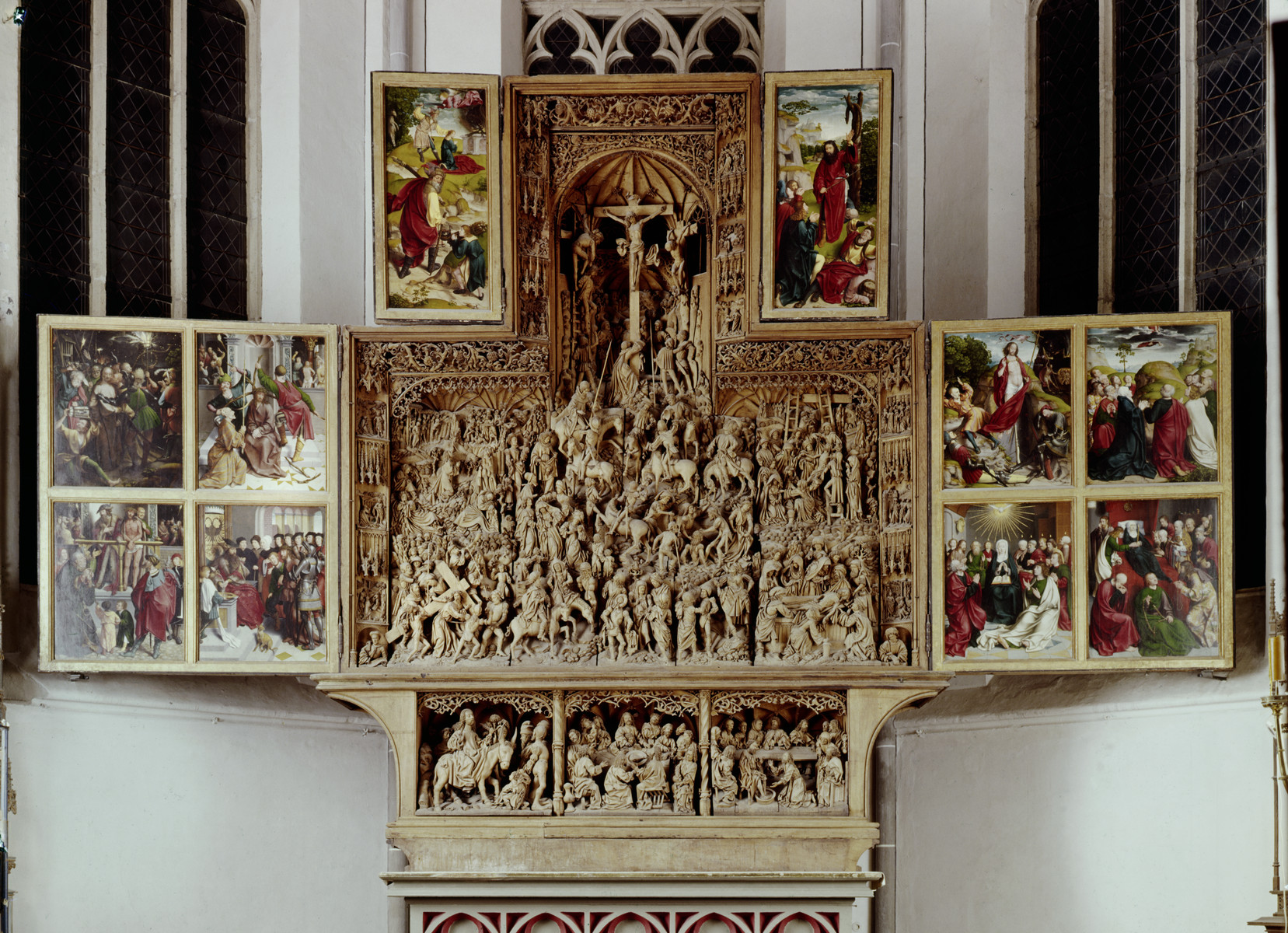
Алтарь Распятия. Церковь Святого Николая, Калькар. 1508. Дерево, резьба, масло
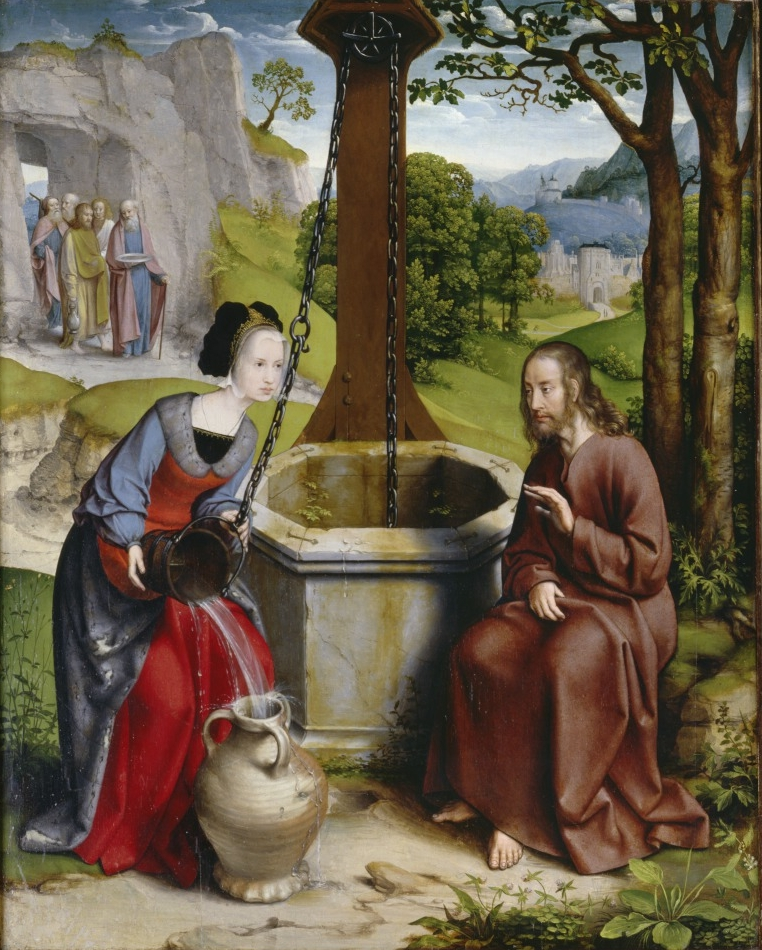
Христос и самаритянка. Створка алтаря в Калькаре
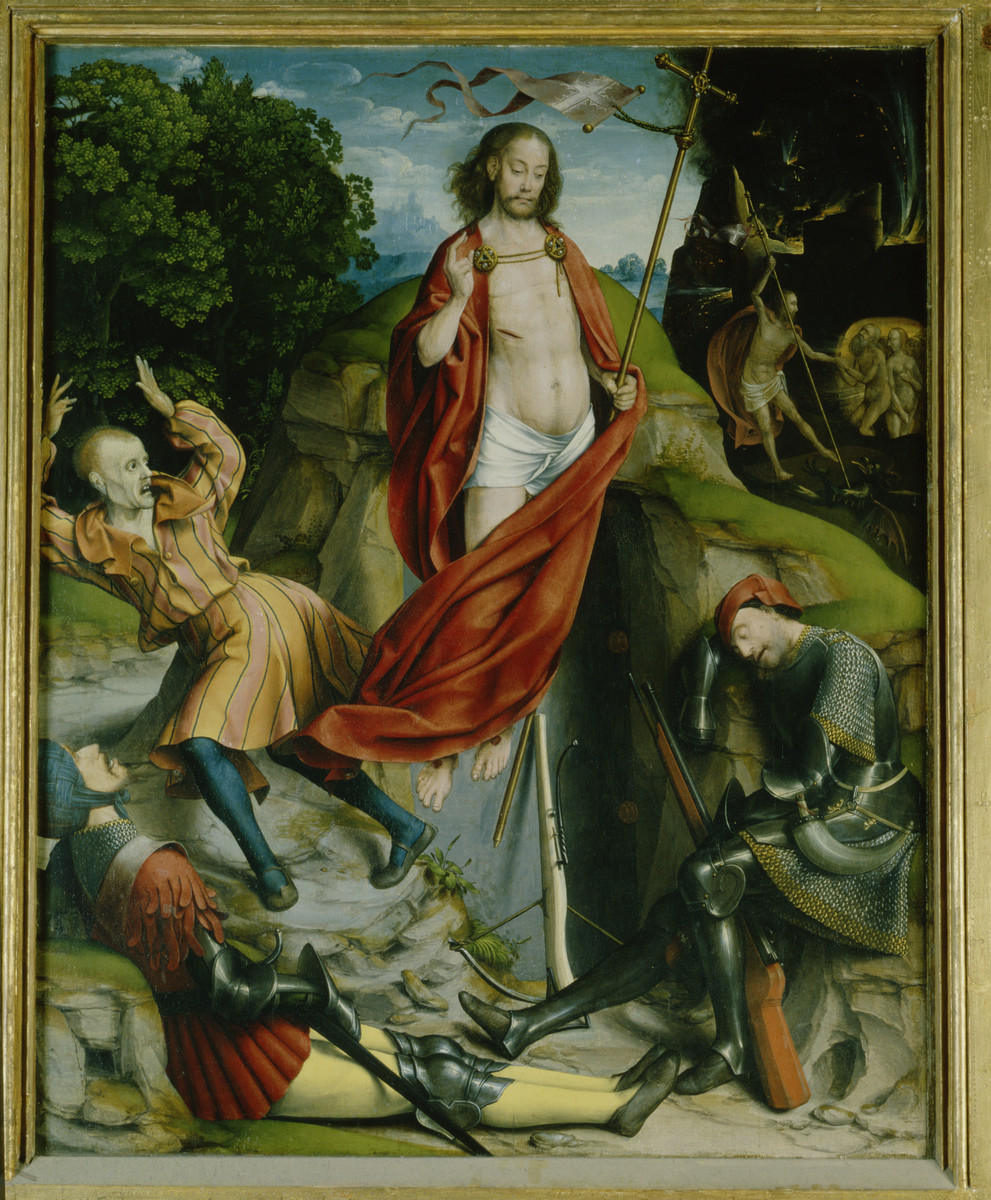
Воскресение. Створка алтаря
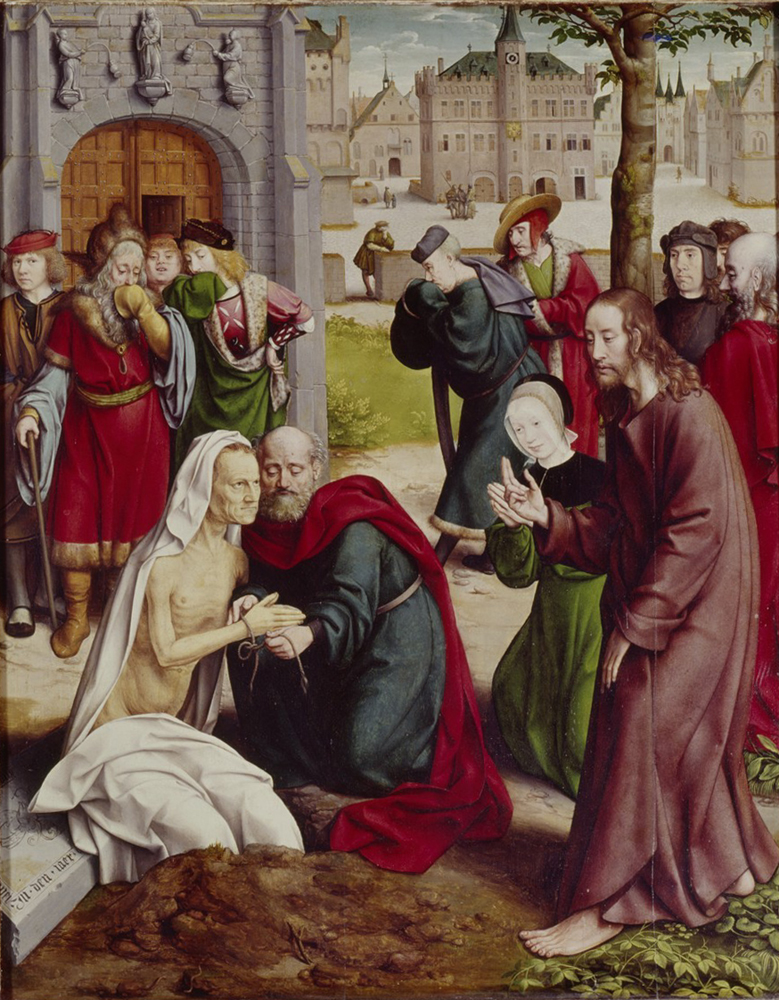
Воскрешение Лазаря. Створка алтаря
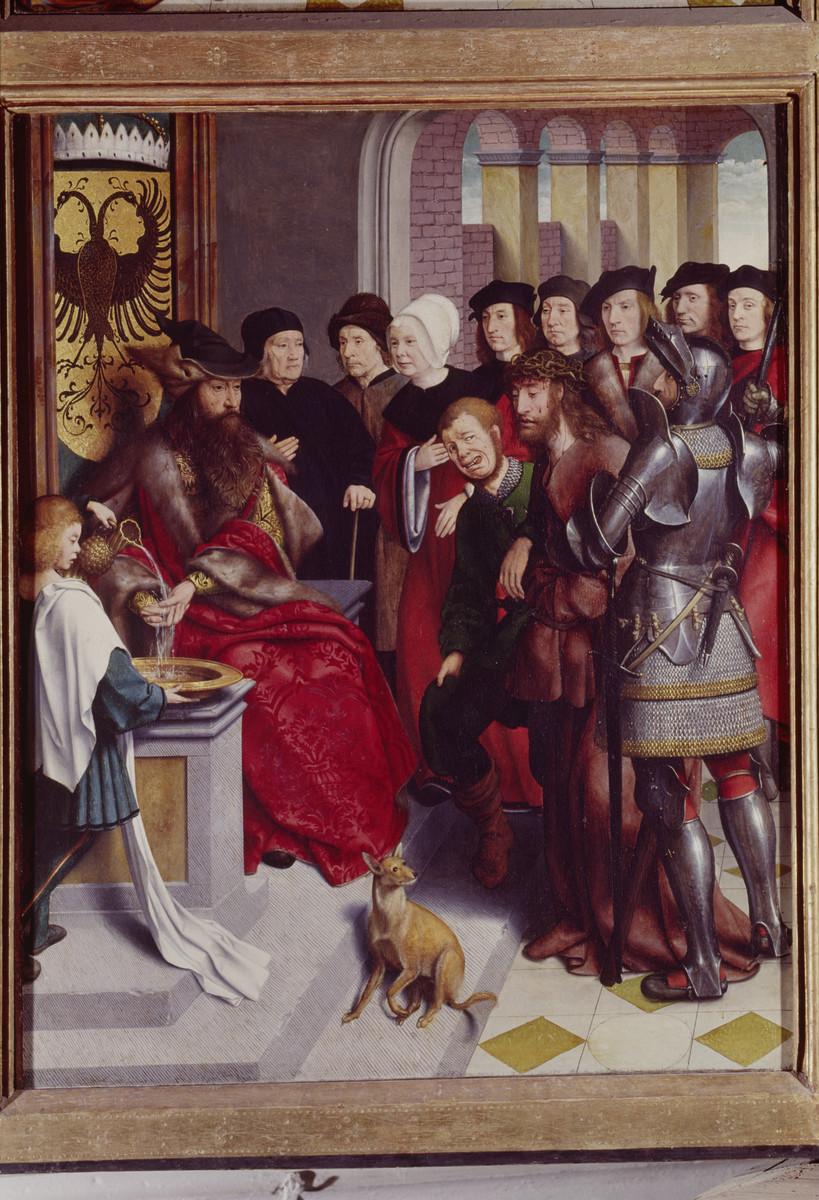
Иисус перед Понтием Пилатом. Створка алтаря
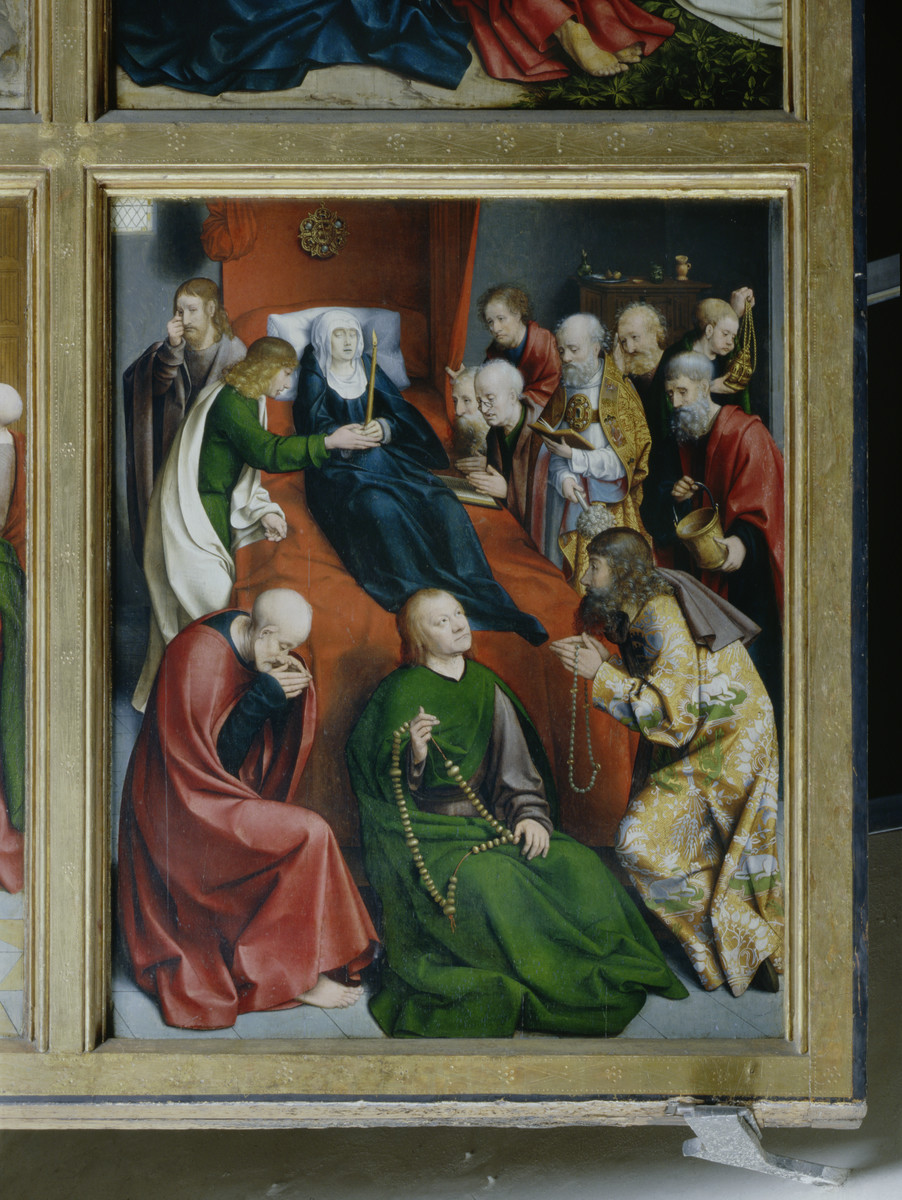
Смерть Девы Марии. Створка алтаря